# Sylvio de Magalhães Padilha
Sylvio de Magalhães Padillha (Niterói, 5 de junho de 1909 — São Paulo, 28 de agosto de 2002) foi um atleta e dirigente esportivo brasileiro.

## Biografia

### Carreira no atletismo
Nascido em Niterói, Sylvio era filho de João Avelino, um militar capitão da Marinha e campeão brasileiro de esgrima (florete), e a mãe, dona Thereza, morreu quando ele tinha apenas nove anos, e o pai decidiu colocá-lo em uma escola militar. Sylvio entrou para o esporte por acaso, ao receber convite para praticar salto em distância por um técnico do América. Quando mudou-se para o Fluminense, clube com mais estrutura, se especializou nas provas de pista e se tornou recordista brasileiro dos 100m rasos. Foi nas corridas com barreiras que se consagrou - 110m e 400m. mudou-se aos 24 anos de idade para São Paulo e passou a defender o Clube Esperia. Foi campeão sulamericano de atletismo em diversas provas e participou nos Jogos Olímpicos de Verão de 1932 (Los Angeles) e 1936 (Berlim), sendo o primeiro brasileiro classificado para a final de uma prova olímpica de atletismo, obtendo a quinta colocação na prova dos 400 metros com barreiras. Antes de entrar na pista para a semifinal em Berlim, ainda no aquecimento, o técnico do clube paulistano Esperia, o austríaco Emmannuel Matula, ouviu algumas frases de József Kovács, húngaro e campeão europeu da distância. "Eu sou campeão europeu, já estou na final. Vou competir até contra um que veio de país de macacos", dissera. Porém  Kovács ficou em quarto em sua bateria, logo atrás de Padilha, não se classificando à final. Nos Jogos Olímpicos de Verão de 1948 (Londres) foi o porta-bandeira da seleção brasileira.
Em 1948 abandonou as competições e tornou-se um dirigente esportivo. Padilha foi o chefe das missões brasileiras nos Jogos Olímpicos de Verão de 1948, 1952, 1956 e 1960 e foi presidente do Comitê Olímpico Brasileiro (COB) entre 1963 e 1991, ocupando diversos outros cargos, entre outros: membro do comitê executivo do Comitê Olímpico Internacional (COI, 1970 - 1978 e 1983 - 1988) e vice-presidente do Comitê Olímpico Internacional. Presidiu ainda o Comitê Organizador dos Jogos Pan-Americanos de 1963, realizados em São Paulo. Na capital paulista, empenhou-se para a construção da infraestrutura esportiva.

### Carreira no exército
Sylvio casou-se aos 18 anos com Ivone, cujo pai era almirante e o instigou a prestar concurso para entrar no colégio militar, fato que ocorreu, e em 1932 ele se formou no Realengo, sendo transferido para São Paulo. Foi convidado pelo então interventor do estado, Adhemar de Barros, para comandar a recém-criada Diretoria de Esportes, e sob sua responsabilidade construiu os primeiros centros esportivos e poliesportivos como o Baby Barioni, na Água Branca, e o Constantino Vaz Guimarães, no Ibirapuera, além de criar uma lei estadual que regulamentava a atividade esportiva e a profissão do professor de educação física. O presidente Getúlio Vargas procurou seguir os moldes da lei criada por Sylvio, mas colocando o esporte sob tutela do estado, fato que Sylvio discordava, fazendo-o criticar a ação de Getúlio. Em represália o presidente manda-o para Passo Fundo, em local sem energia elétrica. Sylvio procura se entregar ao Ministro da Guerra, Eurico Gaspar Dutra, alegando que não cumpriria a ordem do presidente, e que portanto estaria se entregando para ser preso por descumprimento da ordem. Dutra o aconselha a tirar uma licença sem remuneração de um ano, e pouco tempo depois Sylvio abandona a carreira militar, no posto de major, em 1940.

### Carreira no Comitê Olímpico Brasileiro
Sua experiência como dirigente esportivo lhe permite assumir a organização dos Jogos Pan-Americanos de São Paulo em 1963. no mesmo ano é eleito presidente do COB, estando à frente da entidade em sete Olimpíadas, de 1964 em Tóquio até 1988, em Seul. Durante os Jogos Olímpicos de Munique, em 1972, esteve entre os dirigentes do COI que se ofereceram como reféns em troca dos atletas de Israel, no chamado Massacre de Munique. Durante sua gestão Sylvio teve de enfrentar a opinião contrária dos militares, no poder desde o Golpe de 1964 e a instalação da Ditadura Militar. Alguns militares, inclusive, haviam se formado na mesma turma que ele.
Em 1989 sofreu um AVC, e no ano seguinte se afastou por motivos de saúde. Recebeu diversas condecorações de mérito no Brasil, entre outros o título de "Presidente de Honra do Comitê Olímpico Brasileiro".